# 衛右渠
衛 右渠（えい うきょ、? - 紀元前108年）は、衛氏朝鮮の第3代（最後）の王。衛満の孫。

## 概要
衛右渠は、その祖先である衛満の政治姿勢を受け継ぎ、平時から漢からの亡命者を大挙受け入れるなど、継続的に漢への敵対行為をおこなっていた。また、中国王朝に冊封されてその藩国となった国は、中国王朝との間に、毎年朝貢することなどの職約と呼ばれる義務を負い、その職約のひとつに、近隣の国が中国王朝に朝貢することを妨げぬことという一項があり、漢から冊封されていた衛右渠は、真番の使者が漢に朝貢することを妨げたため、そのことが原因となって漢の武帝の討伐を受けた。漢は衛氏朝鮮を服属させるために紀元前109年から紀元前108年にかけて遠征を行い、衛氏朝鮮は内乱に陥る。その際に降伏を主唱する派閥の暗殺者によって殺害された。衛右渠の死後、衛氏朝鮮は紀元前108年まで漢に抵抗したが滅ぼされ、その故地に漢四郡が設置された。

## 家族
- 祖父：衛満
- 父：衛某（衛氏朝鮮第2代王、氏名不詳）
- 子：衛長降